# Quattro reliquiari della Vergine
I Quattro reliquiari della Vergine sono altrettanti pannelli dipinti su tavole cuspidate opera di fra Giovanni Masi su disegno di Beato Angelico, destinati al convento di Santa Maria Novella e datati al 1434.

## Storia
I quattro tabernacoli-reliquiario vennero creati in un periodo di grande impegno artistico dell'Angelico, allora frate nel convento di San Domenico a Fiesole, dedito a realizzare opere monumentali come il Tabernacolo dei Linaiuoli e le pale per la chiesa di San Domenico, quali l'Annunciazione e l'Incoronazione della Vergine. Il committente era fra Giovanni di Zanobi Masi, che morì il 27 giugno 1434, termine ante quem per l'opera.
Le opere vennero in seguito trasferite al Museo di San Marco, tranne una che andò dispersa prima di approdare, tramite la mediazione di Bernard Berenson, all'Isabella Stewart Gardner Museum di Boston.

## Descrizione
Le tre tavole sono: 
- Annunciazione e Adorazione dei Magi, con predella con Madonna col Bambino e sante, Museo nazionale di San Marco, Firenze
- Morte e Assunzione della Vergine, Isabella Stewart Gardner Museum, Boston
- Incoronazione della Vergine, con predella con Adorazione di Gesù Bambino e angeli, Museo nazionale di San Marco, Firenze
- Madonna della Stella, con cornice di Angeli e Dio Padre e predella con tre Santi domenicani, Museo nazionale di San Marco, Firenze

Le opere si contraddistinguono per la delicata cromia, la salda spazialità prospettica e la luminosita dei dipinti degli anni trenta dell'Angelico.